# Lobu Pining
Lobu Pining is een bestuurslaag in het regentschap Tapanuli Utara van de provincie Noord-Sumatra, Indonesië. Lobu Pining telt 513 inwoners (volkstelling 2010).